# Kasper Bøgelund
Kasper Bøgelund Nielsen (født 8. oktober 1980) er en dansk tidligere fodboldspiller, der spillede højre back i forsvaret. Kasper Bøgelund spillede i AaB fra 2008 til 2012, hvortil han kom i 2008 fra M'gladbach.
Kasper Bøgelund spillede 17 landskampe for Danmark.. Han debuterede som 21-årig i 2002, hvor han gjorde en god figur ved VM og blev spået en stor fremtid. Skader har gennem karrieren kostet flere afbud til landsholdssamlingerne.
Den 27. september 2005 scorede Kasper Bøgelund, da han spillede for Mönchengladbach, et mål mod Schalke 04. Målet blev senere kåret til 'Tor des Jahres' (Årets mål) i Tyskland.
Den 25. september 2012 blev det offentliggjort, at Kasper Bøgelund stoppede karrieren.